# Горки (Волокское сельское поселение)
Го́рки (Романовское)  — деревня в Андреапольском районе Тверской области. Входит в Волокское сельское поселение.

## География
Расположена примерно в 8 верстах к северу от деревни Волок. На расстоянии в километр от деревни находится озеро Лучанское.

## История
В конце XIX - начале XX века здесь была усадьба Горки (Романовское) Холмского уезда Псковской губернии.

## Население
| 2002 | 2010 |
| ---- | ---- |
| 5    | ↘0   |